# حماية اجتماعية

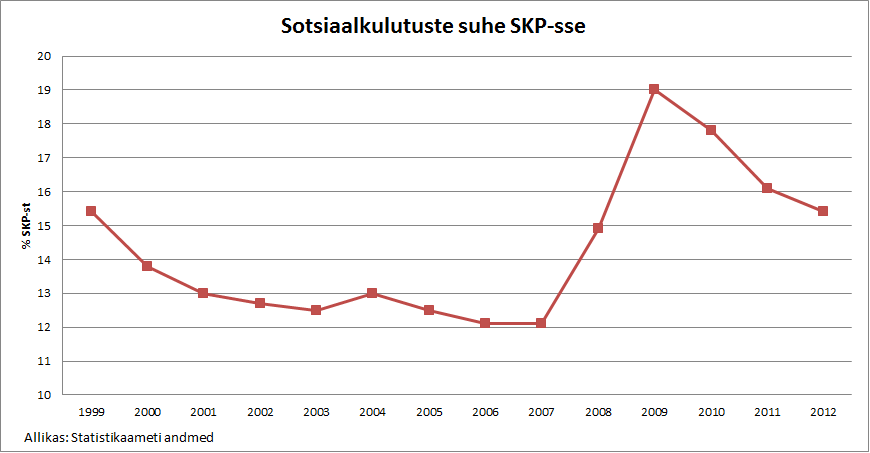

الحماية الاجتماعية، كما عرفها معهد الأمم المتحدة لبحوث التنمية الاجتماعية، تهتم بمنع وإدارة والتغلب على الحالات التي تؤثر سلبًا على رفاهة الشعب. وتتكون الحماية الاجتماعية من السياسات والبرامج الرامية إلى الحد من الفقر والضعف من خلال تعزيز كفاءة أسواق العمل، مما يقلل من تعرض الناس للمخاطر ويعزز قدرتهم على إدارة المخاطر الاقتصادية والاجتماعية، مثل البطالة والإقصاء والمرض والعجز والشيخوخة.
الأنواع الأكثر شيوعًا من الحماية الاجتماعية:
- تدخلات سوق العمل هي السياسات والبرامج الرامية إلى تعزيز العمالة والتشغيل الفعال لأسواق العمل وحماية العمال.
- التأمين الاجتماعي يخفف من المخاطر المرتبطة بالبطالة والمرض والعجز والإصابات المرتبطة بالعمل والشيخوخة، مثل التأمين الصحي أو التأمين ضد البطالة.
- المساعدة الاجتماعية هي عندما يتم نقل الموارد، إما نقدًا أو عينًا، إلى الأفراد أو الأسر الضعيفة دون أي وسيلة أخرى للدعم الكافي، بما فيهم الأمهات العازبات أو المشردين أو متحدي الإعاقة الجسدية أو العقلية.

## تاريخ الحماية الاجتماعية
عادة، كان يتم استخدام الحماية الاجتماعية في دولة الرفاهة الأوروبية وأجزاء أخرى من العالم المتقدم للحفاظ على مستوى معيشة معين ومعالجة الفقر الوقتي. ويمكن إرجاع أحد الأمثلة الأولى عن الحماية الاجتماعية التي تقدمها الدولة إلى الإمبراطور الروماني تراجان، الذي قام بتوسعة برنامج للحصول على الحبوب مجانًا كي يشمل المزيد من المواطنين الفقراء في الإمبراطورية. وبالإضافة لذلك، وضع الأموال العامة لدعم الأطفال الفقراء. ولم تكن الرفاهة منظمة حتى أواخر القرن التاسع عشر وأوائل القرن العشرين. وقد أنشئت أنظمة الرفاهة (الرعاية)، خلال هذه الفترة في ألمانيا وبريطانيا العظمى، لاستهداف الطبقات العاملة (انظر التأمين الوطني). واتبعت الولايات المتحدة هذا النظام بعد عدة سنوات، خلال فترة الكساد الكبير، لتقديم الإغاثة الطارئة لأولئك الذين يعانون بشكل أصعب. ومع ذلك، نمت الحماية الاجتماعية الحديثة لتطوق مجموعة أوسع من القضايا والأغراض؛ ويتم الآن استخدامها كنهج سياسي في الدول النامية، لمعالجة قضايا الفقر المستمر والأسباب الهيكلية المستهدفة. وعلاوة على ذلك، تم تصميمه لرفع المستفيدين من براثن الفقر، بدلاً من تقديم الحماية السلبية في أوقات الطوارئ .

## أنواع الحماية الاجتماعية

### التدخلات في سوق العمل
توفر التدخلات في سوق العمل، والتي تتألف من سياسات إيجابية وسلبية، الحماية للفقراء القادرين على الحصول على عمل. بينما تخفف البرامج السلبية، مثل التأمين ضد البطالة ودعم الدخل والتغيرات في تشريعات العمل، من الاحتياجات المالية للعاطلين ولكنها ليست مصممة لتحسين إمكانية توظيفهم.
ومن ناحية أخرى، تركز البرامج الإيجابية على زيادة الوصول إلى العمال العاطلين عن العمل مباشرة. وتُستخدم سياسات سوق العمل النشطة (ALMPs) للحد من خطر البطالة ولزيادة القدرة الربحية للعمال. تمتلك سياسات سوق العمل النشطة هدفين أساسيين هما: (1) اقتصادي، من خلال زيادة قدرة العاطلين عن العمل لإيجاد فرص عمل وزيادة الإنتاجية والأجر؛ و(2) اجتماعي، من خلال تحسين اندماج ومشاركة العمالة المنتجة. وهذه البرامج لديها القدرة على زيادة فرص العمل ومعالجة المشاكل الاجتماعية التي غالبًا ما تصاحب ارتفاع معدلات البطالة. وتعد السياسات النشطة طريقة لعكس الآثار السلبية لإعادة الهيكلة الصناعية في الاقتصادات التي تمر بمرحلة انتقالية وللمساعدة في دمج الأشخاص الضعفاء بعيدًا عن أسواق العمال. وغالبًا ما تستهدف هذه السياسات العاطلين عن العمل على المدى الطويل والعمال في الأسر الفقيرة ومجموعات معينة تعاني من أضرار سوق العمل. وهذه البرامج لديها أهداف اجتماعية واقتصادية هامة. تشمل برامج سوق العمل النشطة مجموعة واسعة من الأنشطة لتحفيز العمالة والإنتاجية مثل:
- خدمات التوظيف. تشمل هذه الخدمات تقديم المشورة والمساعدة في التسكين ومطابقة الوظائف وتبادل العمال وخدمات أخرى ذات صلة من أجل تحسين أداء سوق العمل.
- التدريب على الوظائف. وهذا يشمل تدريب/إعادة تدريب العاطلين عن العمل والعمال في عمليات التسريح الجماعي والشباب لزيادة كمية إمدادات العمل.
- توليد فرص العمل المباشرة هو تشجيع المشاريع الصغيرة والمتوسطة (مثل، مشاريع الأشغال العامة والإعانات المالية) لزيادة الطلب على اليد العاملة.[7]

وهناك مشكلة شائعة في تنفيذ التدخلات الناجحة في سوق العمل تتمثل في كيفية دمج الاقتصاد غير الرسمي، الذي يضم قسمًا كبيرًا من القوة العاملة في البلدان النامية. وتضم العمالة غير الرسمية بين نصف وثلاثة أرباع العمالة غير الزراعية في غالبية هذه البلدان. وتزداد نسبة العمالة غير الرسمية عندما توضع الزراعة في الاعتبار. معظم العمال غير الرسميين لا تغطيهم أنظمة ضمان اجتماعي وسلامة مهنية وتدابير صحية ولوائح خاصة بظروف العمل كما أن حصولهم على الخدمات الصحية والتدابير المرتبطة بالعمل للحماية الاجتماعية محدودًا. وتعمل التدخلات في سوق العمل على دمج إستراتيجيات مختلفة لمنع وتعويض المخاطر المهنية والاجتماعية في الاقتصاد غير الرسمي. وتُعد هذه الإستراتيجيات التي تشمل تدابير لمنع أثر المخاطر وتخفيفها هي الإستراتيجيات الأكثر فعالية.

### التأمين الاجتماعي
تُعد أنظمة التأمين الاجتماعي برامج مساعدة تحمي المستفيدين من النفقات الكارثية مقابل مدفوعات منتظمة لأقساط التأمين. ويمكن أن تكون تكاليف الرعاية الصحية مرتفعة للغاية، لذلك تعد أنظمة التأمين الصحي وسيلة منتشرة تقلل من المخاطر في حالة حدوث صدمة. ومع ذلك، قد لا يكون ذوو الدخل المنخفض قادرين على تحمل تكاليف التأمين. ويجادل البعض بأن أنظمة التأمين ينبغي أن تستكمل بالمساعدة الاجتماعية. ويسمح التأمين الصحي المعتمد على المجتمع بتجمع الإعدادات حيثما تكون القدرة المؤسسية ضعيفة جدًا من أجل تنظيم تجمع المخاطر في جميع أنحاء البلاد، وخاصة في البلدان المنخفضة الدخل، مما يجعل تكلفة التأمين في المتناول أكثر. وفي أنظمة تقاسم المخاطر، لا تكون لأقساط التأمين علاقة باحتمالية مرض المستفيد ويتم تقديم المخصصات على أساس الحاجة.

### المساعدة الاجتماعية
تشمل أنظمة المساعدة الاجتماعية برامج مصممة لمساعدة الأفراد الأكثر ضعفًا (أي الذين ليس لديهم أي وسيلة أخرى للدعم مثل الأسر التي لها عائل واحد أو ضحايا الكوارث الطبيعية أو النزاعات الأهلية أو المعاقين أو الفقراء المعدمين)، والأسر والمجتمعات لتلبية الأرضية الاجتماعية وتحسين معايير المعيشة. وتتكون هذه البرامج من جميع أشكال العمل العام والحكومي والغير حكومي، والتي تم تصميمها لنقل الموارد، إما نقدًا أو عينًا (مثل، التحويلات الغذائية)، إلى الأشخاص الضعفاء المؤهلين للحصول عليها والمحرومين. قد تشمل تدخلات المساعدة الاجتماعية التالي:
- الرفاهة والخدمات الاجتماعية إلى الفئات الضعيفة للغاية مثل المعاقين جسديًا أو عقليًا أو الأيتام أو مدمني المخدرات.
- التحويلات النقدية أو العينية مثل بطاقات الطعام والإعانات العائلية.
- الإعانات المؤقتة مثل تعريفات خط الحياة أو إعانات السكن أو تقديم الدعم بأسعار أقل لبطاقات الطعام في أوقات الأزمات.[12][12]

## قضايا السياسات

### الشمولية مقابل الاستهداف
هناك مدرستان رئيسيتان للفكر تهتمان بنطاق الحماية الاجتماعية. فتجادل المدرسة الشمولية أن كل شخص، لمجرد ميزة أنه مواطن ينبغي أن يحصل على مخصصات من برامج الحماية الاجتماعية. وستتجنب هذه السياسة استطلاع الموارد المالية وأي شروط للعمل. ويعد التضامن الاجتماعي واحدًا من أعظم فوائد هذا المنظور السياسي، لأن الجميع يساهم بشكل تعاوني في نظام يستفيد منه الجميع أيضًا. ويُعد الضمان الاجتماعي أحد هذه الأمثلة. وعلاوة على ذلك، زعم الاقتصاديون أن الشمولية هي استثمار في رأس المال البشري الذي يساعد في تنمية أمة بأكملها.
ويزعم المعارضون أن الشمولية غير فعالة من حيث التكلفة وتشوه الجهود الفردية بشكل غير عادل. ومثل هذه الحجة تشير إلى الاستهداف باعتباره حلاً أفضل. وفي هذه الحالة، ينبغي أن يكون السؤال المطروح عن أي منهما هو السكان المستهدفون الذين يتلقون مخصصات من البرامج الاجتماعية.

### الدخل المستهدف مقابل القدرات
الدخل الصافي هو أبسط طريقة لتحديد عدد السكان المحتاجين. تستخدم بعض الدول نظام الدخل الأدنى المضمون حيث يتلقى جميع أفراد الدولة دخلاً كافيًا للعيش، طالما كانوا يلبون الشروط المحددة. ومع ذلك، يجادل مؤيدو طريقة القدرات أن الدخل أسهل في تزييفه، بالإضافة إلى أنه يفشل في استهداف العوامل السببية الجذرية للفقر. وبالتالي، يوصون باستهداف الحد الأدنى من القدرات الرئيسية التي ستؤثر على نوعية الحياة، مثل التحسينات المؤسسية مثل الصحة والتعليم. ويمكن أن تشمل الأمثلة السياسية الأرضية الاجتماعية.

### وسائل توفير الحماية
الحماية الاجتماعية هي محاولة مكلفة وصعبة، بأي وسيلة؛ ويظل السؤال ما هي أفضل طريقة لتنفيذ البرامج التي تساعد بشكل فعال الناس الذين في أشد الحاجة إليها. وحاليًا، هناك عدد من الآليات التي توفر الحماية الاجتماعية في مختلف الدول. وفي بعض الدول، تشارك الحكومة بقوة في توفير الحماية الاجتماعية، وفقًا لنموذج النظرية التنموية، والذي ينظر للحماية الاجتماعية من خلاله على أنها أداة لتعزيز النمو الاقتصادي. وهناك أيضًا دول تعاني من الثنوية، التي يوجد فيها حماية توفرها الدولة لأولئك الذين يعملون في القطاع الرسمي، ولكن يتم توفير حماية قليلة أو لا يتم توفيرها على الإطلاق لأولئك الذين يعملون في الاقتصاد غير الرسمي (القطاع غير الرسمي). وأخيرًا، هناك دول يكون فيها الاقتصاد اقتصادًا زراعيًا بشكل كبير، والغالبية العظمى من السكان يعملون في الاقتصاد غير الرسمي. وفي مثل هذه الدول، يميل الفساد والبيروقراطية غير الفعالة إلى التداخل مع توفير الدولة للحماية الاجتماعية؛ وبدلاً من ذلك، هناك وسائل غير حكومية مثل الأقارب والمنظمات غير الحكومية والتبرعات الخيرية الفردية.

## البرامج الوطنية

### النظرية التنموية
في كوريا الجنوبية وتايوان، تقدم الحكومة دعمًا واسعًا للبرامج العامة، وفقًا لنموذج النظرية التنموية، والذي ينظر للحماية الاجتماعية من خلاله على أنها أداة لتعزيز النمو الاقتصادي.

### الثنوية
في الأرجنتين والبرازيل وجنوب أفريقيا، يوجد التوازن الثنوي للعاملين المحميين في القطاع الرسمي والعاملين المهمشين في القطاع غير الرسمي.,

### النظام الزراعي غير الرسمي
في دول مثل الهند وتنزانيا، تناضل الحكومات من أجل توفير الحماية الاجتماعية المناسبة، ويجب على المواطنين الاعتماد بدلاً من ذلك على الجهات غير الحكومية.

## طرق التبرع
أثرت الجهات المانحة والمنظمات الدولية في طرق الحماية الاجتماعية على مستوى الخطاب السياسي وتصميم البرامج وتنفيذها على حد سواء. وعلى الرغم من أن البنك الدولي ومنظمة العمل الدولية (ILO) هي الجهات المانحة الرئيسية والمنظمات الرائدة في هذا المجال، إلا أن هناك منظمات أخرى تهتم بالحماية الاجتماعية.
إن البنك الدولي هو مصدر المساهمة المالية والتقنية للبلدان النامية. ومن أجل تحديد المخاطر الاجتماعية والاستجابات المحتملة، وضع البنك الدولي أداة تسمى «إدارة المخاطر الاجتماعية» (SRM). ويتضمن إطار إدارة المخاطر الاجتماعية التدخلات التي تركز على إدارة المخاطر قبل وقوع الصدمات. وهو يعتمد على تقييمين: (1) أن الفقراء هم الأكثر تعرضًا لمخاطر متنوعة، وأن (2) الفقراء لديهم أقل عدد من الأدوات للتعامل مع هذه المخاطر. وتتمثل العناصر الرئيسية لإطار إدارة المخاطر الاجتماعية في التالي:
تدابير *الحد من المخاطر التي تركز على الحد من المخاطر في سوق العمل.
تدابير *تخفيف المخاطر للتعامل مع الصدمات المتوقعة.
آليات *التغلب على المخاطر لتخفيف آثار المخاطر بعد وقوعها.
تجمع منظمة التعاون والتنمية الاقتصادية 30 (OECD)دولة ديمقراطية معًا للحصول على إجابات عن المشاكل المشتركة وتنسيق السياسات المحلية والدولية. وتُعد لجنة المساعدة الإنمائية (DAC) التابعة لمنظمة التعاون والتنمية الاقتصادية هي المسؤولة عن شبكة مناهضة الفقر (POVNET) التي أصبحت مؤثرة جدًا في وضع السياسات. وتركز شبكة POVNET التابعة للجنة DAC على المجالات التالية:
- الحد من الفقر
- النمو الشامل لصالح الفقراء
- التنمية المتمحورة حول الإنسان
- العمل اللائق [22]

إن منظمة العمل الدولية، التي تغطي قضايا الضمان الاجتماعي وحماية العمال على حد سواء، هي إحدى وكالات الأمم المتحدة المسؤولة عن وضع القواعد والمعايير في العمل. وحاليًا تركز منظمة العمل الدولية، من بين أمور أخرى، على الإستراتيجيات التالية:
- توسيع نطاق الحماية ليشمل الجميع
- تعزيز ظروف عمل لائقة
- توفير برامج للعمال غير الرسميين والعمال المهاجرين [23]